# 아키필라족
아키필라족(aciphylla族, 학명: Aciphylleae 아키필레아이[*])은 미나리아과의 족이다.

## 하위 분류
- Aciphylla J.R.Forst. & G.Forst.
- Anisotome Hook.f.
- Gingidia J.W.Dawson
- Lignocarpa J.W.Dawson
- Scandia J.W.Dawson